# Gemeprost
Gemeprost ist ein synthetisch hergestellter Abkömmling des natürlich vorkommenden Gewebehormons Prostaglandin E1 und findet Einsatz in der Gynäkologie.

## Anwendungsgebiete
Gemeprost wird in der Gynäkologie topisch – etwa in Form von Vaginalzäpfchen – zur Erweichung und Erweiterung der Zervix verwendet. Dies dient der Vorbereitung von diagnostischen Eingriffen wie der Endometrialbiopsie und Hysteroskopie, oder der Vorbereitung zum Einsetzen eines Intrauterinpessars, oder anderen instrumentellen Eingriffen am Cavum uteri. Ein Zäpfchen kann eine Dilatation induzieren, die mindestens 6 Stunden dauert.
Um einen Schwangerschaftsabbruch herbeizuführen, wird Gemeprost im ersten Trimenon der Schwangerschaft (d. h. bis zur 12. Schwangerschaftswoche) zur Vorbereitung einer Kürettage oder Vakuumaspiration u. a. eingesetzt. Im zweiten Trimenon kommt es zu diesem Zweck in Kombination mit Mifepriston zur Anwendung.
Gemeprost wird ferner zur Behandlung von peripartalen Blutungen eingesetzt.

## Vergleich mit Misoprostol
Misoprostol kostet weniger als Gemeprost und ist auch bei Raumtemperatur stabiler. Gemeprost sollte bis etwa eine halbe Stunde vor der vaginalen Anwendung eingefroren aufbewahrt werden. Einige Studien deuten darauf hin, dass starke Schmerzen nach der Anwendung von Gemeprost häufiger auftreten als bei Misoprostol. Misoprostol ist für die orale Anwendung formuliert, obwohl es bei vaginaler oder sublingualer Verabreichung wirksamer zu sein scheint.

## Handelsnamen
Cervagem (S), Cervageme (F)